# Saman (shahrestan)
Saman (persiska: شهرستان سامان, Shahrestan-e Saman) är en delprovins (shahrestan) i provinsen Chahar Mahal och Bakhtiari i Iran. Antalet invånare i delprovinsen var 34 616 vid folkräkningen 2016. Administrativt centrum är staden Saman.